# ریچارد ام. شرمن
ریچارد ام. شرمن (انگلیسی: Richard M. Sherman؛ زادهٔ ۱۲ ژوئن ۱۹۲۸ – درگذشتهٔ ٢۵ مهٔ ٢٠٢۴) موسیقی‌دان اهل ایالات متحده آمریکا بود.
وی برنده جوایزی همچون جایزه اسکار بهترین موسیقی فیلم شده‌است.